# Letiště Split
Letiště Split (chorvatsky: Zračna luka Split, kód IATA: SPU, kód ICAO: LDSP), nebo také letiště Resnik či letiště Kaštela je mezinárodní letiště obsluhující chorvatské město Split. Vzdušnou čarou se nachází 12 kilometrů od centra města Split, po silnici přibližně 24. Je rozděleno mezi území města Kaštela a vesnice Divulje, blízko se též nachází město Trogir. Má jeden mezinárodní terminál.
Jedná se o druhé nejrušnější letiště v zemi, po tom záhřebském. V roce 2017 tudy cestovalo 2,8 milionů cestujících, to bylo o 23 % více než předchozí rok. Základnu zde má letecká společnost Croatia Airlines, ta odsud v letní sezóně 2017 létala celoročně do Frankfurtu, Mnichova a Říma.

## Historie

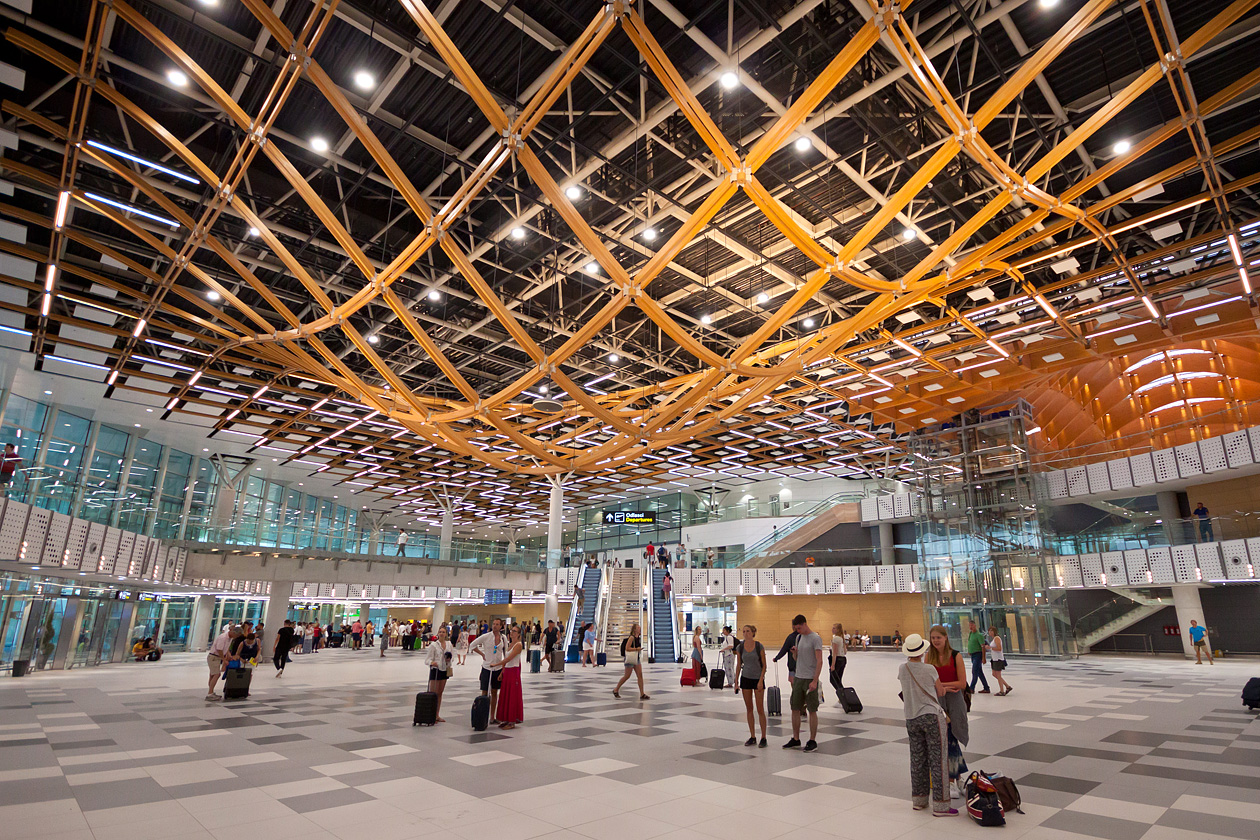
Hlavní hala nového terminálu

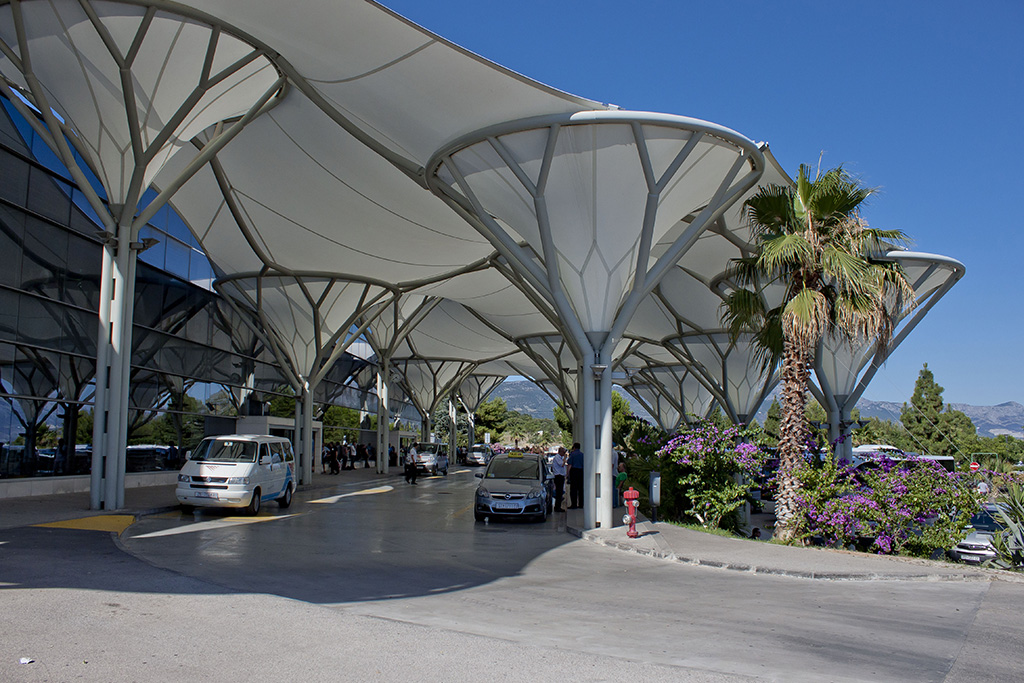
Vstup do starého hlavního terminálu

První komerční linku z tohoto letiště vypravila jugoslávská letecká společnost Aeroput v roce 1931 do Záhřebu.
Současné letiště bylo otevřeno v roce 1966 s kapacitou 150 000 cestujících ročně. Tato kapacita ale nedostačovala, tak bylo letiště v roce 1969 rozšířeno o nový terminál a místa na stání letadel. Před chorvatskou válkou o nezávislost byl nejrušnější rok 1987 s více než milionem odbavených cestujících. Při této válce přistávaly na letišti především letadla NATO.
V roce 2005 byl terminál zrekonstruován. V roce 2007 překonalo letiště rekord z předválečného období v roce 1987 a čísla pasažérů začala znovu stoupat.

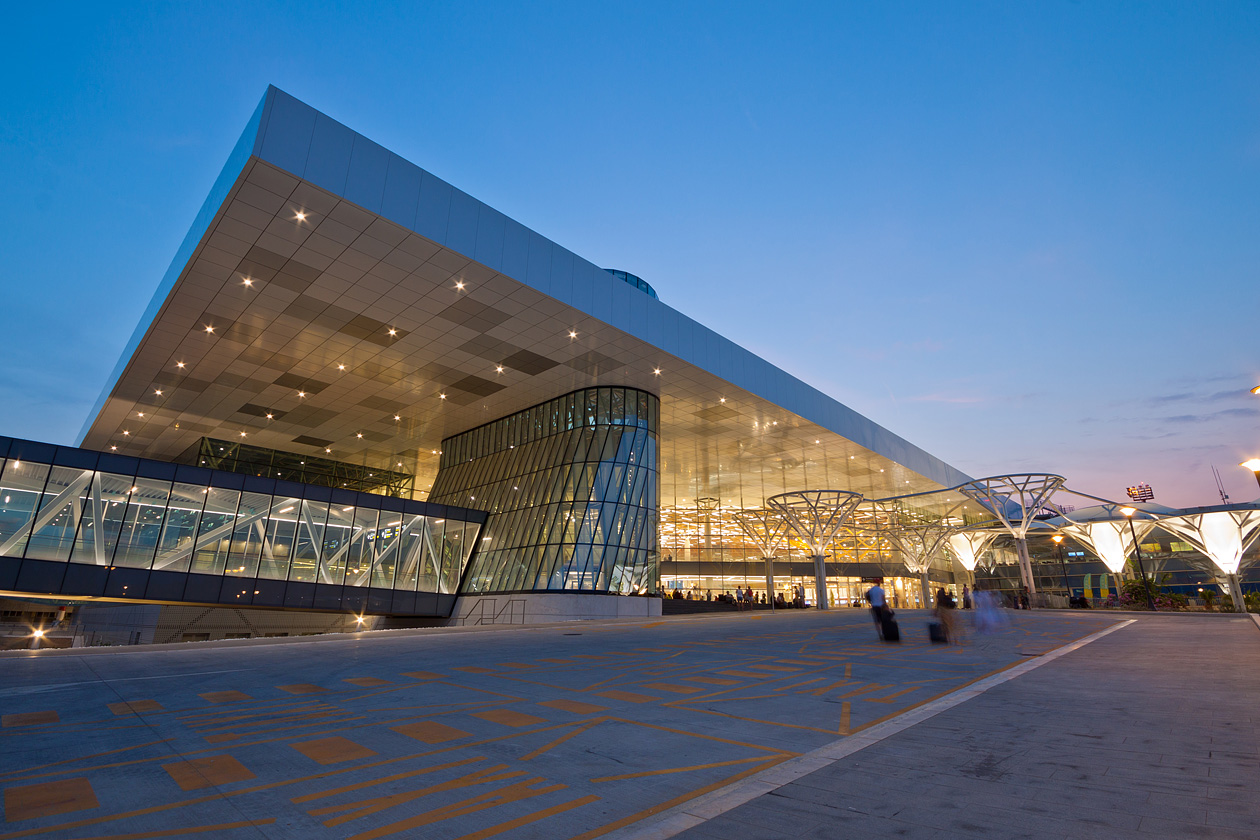
Nový terminál splitského letiště, který byl otevřen v roce 2019

Na začátku roku 2017 začala expanze letiště, začala výstavba nového terminálu. Ten byl dokončen se zpožděním v roce 2019.

## Lety z Česka
Do Česka je z tohoto letiště provozována v roce 2019 sezónní denní linka do Prahy společností SmartWings. Do roku 2011 sem létaly z Prahy také České aerolinie. V roce 2006 sem začala létat z Prahy nízkonákladová společnost SkyEurope Airlines, o tři roky později však zanikla. Létalo se sem také z Ostravy v roce 2009, dvakrát týdně, lety provozovala společnost SmartWings.